# Aleksander Włodzimierzowic
Aleksander (Olelko) Włodzimierzowic (ur. 1395 lub wcześniej, zm. 1454) – kniaź litewski, książę słucki i kopylski 1398/1399-1443, książę kijowski 1442-1454, najstarszy syn Włodzimierza Olgierdowica i jego nieznanej z imienia żony, wnuk wielkiego księcia litewskiego Olgierda. 

## Życiorys
Ojciec Aleksandra, zwanego powszechnie Olelkiem, był jednym ze starszych synów wielkiego księcia litewskiego Olgierda (zm. 1377), z jego pierwszego małżeństwa. Jednakże w przeciwieństwie do swych rodzonych braci, Andrzeja Garbatego i Dymitra Starszego, Włodzimierz współpracował z braćmi przyrodnimi, spośród których pierwsze miejsce zajmował Jagiełło. Włodzimierz z nadania swego ojca został księciem kijowskim, po opanowaniu Kijowa przez Litwę w 1362, gdzie Włodzimierz panował do 1394, następnie od  księcia Witolda otrzymał księstwo kopylskie. Po śmierci ojca (1398 lub później) księstwo kopylskie przejął Olelko, choć książęta litewscy nie posiadali ani dożywotnio, ani dziedzicznie swych księstw. 
By mocniej związać Olelka z dworem wileńskim Witold, będący już wielkim księciem litewskim, wydał za niego swą wnuczkę Anastazję, której rodzicami byli córka Witolda – Zofia i jej mąż Wasyl I, wielki książę moskiewski. Ślub odbył się 22 sierpnia 1417, a wesele trwało cały tydzień. Po ślubie Witold prawdopodobnie nadał nowożeńcom księstwo słuckie, które wcześniej dzierżył ojciec Olelka. Pięć lat później Olelko i jego młodsi bracia Iwan i Andrzej, brali udział w wojnie z zakonem krzyżackim, a w 1428 Olelko uczestniczył w wyprawie Witolda na Nowogród.
Po śmierci Witolda (1430) wśród niektórych panów litewskich pojawił się pomysł, by na wielkoksiążęcym tronie osadzić Olelka, co świadczyło o jego sporej popularności, powiązanej ze świetnymi rodzinnymi koligacjami. Nie wiadomo czy kniaź Olelko miał faktyczne szanse na przejęcie władzy, nie mniej później uwikłał się on w walki między Świdrygiełłą (wielki książę litewski 1430-32) a Zygmuntem Kiejstutowicem (wielki książę litewski 1432-1440). Olelko początkowo poparł Świdrygiełłę, następnie przeszedł na stronę Zygmunta, po czym ponownie znalazł się w obozie najmłodszego Olgierdowica, przez co Zygmunt uwięził Olelka wraz żoną i synami. Niewola Olelka i jego rodziny skończyła się wraz z zamordowaniem Zygmunta przez spiskowców, którym przewodzili książęta Czartoryscy.  Po obwołaniu wielkim księciem Kazimierza, syna Jagiełły, Olelko poparł nowego władcę i z jego pomocą odzyskał Kopyl, a następnie przejął, z ramienia hospodara, rządy w Kijowie. Kniaź Olelko zmarł w 1454 roku, został pochowany w kijowskiej Ławrze Pieczerskiej. Jego żona zmarła w 1470, uprzednio podstrzygłszy się na mniszkę. 
Po śmierci Olelka zniesione zostało udzielne księstwo kijowskie, a Kazimierz Jagiellończyk ustanowił w Kijowie namiestnika, którym został syn Olelki – Semen, który jednak nadal uważał się za udzielnego księcia kijowskiego, po jego śmierci kolejnym namiestnikiem litewskiego hospodara został Marcin Gasztołd, co skutkowało ostateczną likwidacją księstwa kijowskiego, a wiele lat później tragiczną śmiercią drugiego Olelkowica – Michała. 
Od Olelka Włodzimierzowica wywodzą się kniaziowie Olelkowicze-Słuccy, których ostatnia przedstawicielka, Zofia (zm. 1612) została prawosławną świętą. 
Dziećmi Olelka i Anastazji byli:
- Semen (Szymon), ur. ok. 1420, zm. 1470,
- Michał, stracony w 1481 za próbę zamachu na Kazimierza Jagiellończyka,
- Aleksander (?), wzmiankowany w 1455 jako student Akademii Krakowskiej,
- Barbara, żona księcia mazowieckiego Bolesława IV,
- Eudoksja, żona hospodara mołdawskiego Stefana Wielkiego,
- Aleksandra,
- córka, żona kniazia Jerzego Fiodorowica Prońskiego,
- córka, żona kniazia Siemiona Juriewica.